# Потопление траулера «Соня»
19 октября 1984 года испанский рыболовный траулер «Соня» (исп. Sonia) вошёл в территориальные воды Республики Ирландия, оказавшись у побережья графства Уэксфорд. Его заметил корабль ВМС Ирландии «Эйслинг», предположив, что судно занимается незаконной ловлей рыбы. Кораблю было приказано остановиться и приготовиться к досмотру, однако траулер не подчинился распоряжению. В течение последующих 5 часов «Эйслинг» преследовал «Соню» при силе ветра 8 баллов по шкале Бофорта. Экипаж «Эйслинга» сделал несколько предупредительных выстрелов, а затем начал вести огонь по самому траулеру, совершив всего почти 600 выстрелов из пулемётов и автоматов. Преследование прекратилось после того, как оба корабля пересекли границу исключительной экономической зоны Великобритании.
7 часов спустя (20 октября) находившийся у побережья британского полуострова Корнуолл траулер «Соня» подал сигнал бедствия, сообщив, что на его борт поступает морская вода. Вертолёт поисково-спасательных сил Королевских ВВС Великобритании поднялся в небо и, прибыв на место кораблекрушения, эвакуировал 13 членов экипажа. Ещё трое были подняты на борт немецкого сухогруза «Ахат» (нем. Achat), а вскоре «Соня» затонула. Этот инцидент произошёл во время переговоров Испании о присоединении к Европейскому экономическому сообществу, председателем которого тогда была Ирландия. Одним из пунктов этих переговоров были разногласия по поводу зон, в которых можно было заниматься рыболовством. Действия «Эйслинга» в ходе завязавшейся погони соответствовали Конвенции об открытом море 1958 года, поскольку испанскому кораблю, вошедшему в территориальные воды Ирландии, поступило законное требование остановиться. В то же время существуют разные взгляды на законность применения силы «Эйслингом» и преследования «Сони» на территории исключительной экономической зоны, поскольку в законодательстве того времени всё это напрямую не было прописано.

## Предыстория
В середине 1970-х годов Европейское экономическое сообщество ввело ограничения на осуществление промысловой деятельности в территориальных водах стран-членов сообщества для представителей других стран. Испания, которая не входила тогда в ЕЭС, обладала крупнейшим флотом рыболовецких судов, превосходившим по численности флот любой из стран-членов ЕЭС; в связи с введёнными ограничениями испанские рыболовецкие суда сталкивались с кораблями стран-членов ЕЭС, осуществлявшими патрулирование территориальных вод.
«Соня» представляла собой рыболовный траулер водоизмещением 330 т, портом приписки которого являлся город Ондарроа (Страна Басков). Корабли из этого порта в марте 1984 года особенно часто вступали в стычки с французскими военными судами, занимаясь в нарушение закона рыболовством в территориальных водах Франции. Во время одного из инцидентов выпущенный французами невзрывоопасный снаряд пробил палубу корабля, в результате чего девять испанских рыбаков были ранены. Испания выразила формальный протест в адрес Франции по поводу случившегося, обвинив французов в непропорциональном применении силы.
После этого рыбаки из Ондарроа стали отправляться рыбачить к Британским островам. Британцы и ирландцы в то время особенно тщательно досматривали рыболовецкие суда в связи с тем, что подобные корабли часто использовались для доставки оружия и взрывчатки Временной Ирландской республиканской армии. Так, 29 сентября 1984 года кораблями «Эйслинг» и «Эмер» военно-морской службы Ирландии был перехвачен ирландский траулер «Марита Энн» (англ. Marita Ann), по которому судам пришлось открыть огонь. В результате досмотра были конфискованы 7,1 т вооружения, которое загрузили на борт в Бостоне сторонники ИРА. Все пять членов экипажа траулера, среди которых был член ИРА Мартин Феррис, были арестованы.

## Погоня
19 октября 1984 года рыболовный траулер «Соня» занимался ловлей рыбы в территориальных водах Республики Ирландия, в 10 морских милях от побережья графства Уэксфорд, к югу от островов Солти, когда его обнаружил корабль военно-морской службы Ирландии «Эйслинг». Ирландцы обвинили экипаж «Сони» в незаконной промысловой деятельности и заявили, что кораблю «в соответствии с международно признаваемыми сигналами» было передано требование остановиться и приготовиться к досмотру. Однако ирландцы не смогли подняться на борт «Сони» из-за серьёзных волнений на море. К тому же они решили, что этому могли помешать и умышленные манёвры со стороны испанского судна. Министерство обороны Ирландии обвиняло экипаж траулера в том, что тот несколько раз пытался протаранить «Эйслинг», однако испанцы отвергали эти обвинения.
Завязалось 5-часовое преследование, в ходе которого экипаж «Эйслинга» совершил ряд предупредительных выстрелов из автоматов и пулемётов (на борту были установлены два пулемёта калибром 7,62 мм) и из 20-мм автоматических пушек Rheinmetall Rh-202. При стрельбе моряки целились в пространство над траулером и перед ним. Однако когда эти выстрелы не возымели эффекта, был открыт огонь по самому траулеру, хотя моряки старались не целиться в его экипаж. Испанцы обвинили ирландцев в том, что те открыли огонь без какого-либо внятного предупреждения: когда же прозвучали первые выстрелы, то испанцы так перепугались, что поспешили покинуть эти воды. По данным министерства обороны Ирландии, всего «Эйслингом» было совершено 586 выстрелов из автоматов и пулемётов, в ходе которых только 20 снарядов попали в траулер. Погоня продолжалась при силе ветра 8 баллов по шкале Бофорта.
Один из членов экипажа «Сони» утверждал, что первыми же выстрелами была разбита радиорубка и повреждён капитанский мостик. Посол Испании в Ирландии Луис Хордана де Посас Фуэнтес (исп. Luis Jordana de Pozas Fuentes) пытался связаться с капитаном траулера «Соня» по радиосвязи, но не смог этого добиться: предполагалось, что экипаж отказался отвечать на вызов. В министерство иностранных дел Ирландии даже поступил запрос от экипажа «Эйслинга» на разрешение использовать 40-мм автоматическую пушку Bofors L70. Однако запрос был отклонён, поскольку в случае применения этого оружия был велик риск потопления корабля. Погоня прекратилась сразу же после того, как «Соня» и «Эльсинг» зашли в британскую исключительную экономическую зону. Доподлинно неизвестно, был ли в ходе преследования поднят морской боевой флаг «Эйслингом» (предполагается, что если он был поднят, то это был первый и единственный случай за историю службы корабля).

## Крушение корабля
20 октября, после наступления полуночи и спустя 7 часов после вхождения в британские территориальные воды «Соня» подала сигнал бедствия, находясь примерно в 45 морских милях к северу от мыса Лендс-Энд на полуострове Корнуолл. В сообщении утверждалось, что на корабль стала проникать морская вода. «Эльсинг» откликнулся на сигнал бедствия и изменил курс в направлении судна, чтобы оказать помощь. Британцы, в свою очередь, отправили на место происшествия вертолёт Westland Sea King поисково-спасательных сил Королевских ВВС, который обнаружил в 80 милях от мыса Тревос терпящее бедствие судно с 16 людьми на борту. Он эвакуировал 13 членов экипажа, а оставшихся троих (в том числе капитана «Сони») подобрал западногерманский сухогруз «Ахат» (нем. Achat) водоизмещением 995 т. По словам испанского посла Хорданы де Посас Фуэнтес, нанесённый выстрелами «Эйслинга» урон судну и стал причиной его затопления, в то время как ирландцы утверждали, что этих выстрелов не было достаточно для того, чтобы вынудить судно пойти ко дну. В ходе этих событий никто не пострадал.
Вертолёт Sea King с эвакуированными моряками прибыл на базу на юго-западе Англии: 13 эвакуированных моряков провели ночь в Плимуте, прежде чем вернулись в Испанию. «Ахат» продолжил своё плавание, доставив трёх выживших моряков в ирландский порт Уотерфорд, где их допросила полиция. Арестованные признались, что занимались незаконным промыслом в ирландских территориальных водах, но отвергли все обвинения в контрабанде оружия и были освобождены без каких-либо санкций в свой адрес. Испанский посол поддержал действия ирландских властей и заявил, что экипаж по возвращении в Испанию может предстать перед судом. Тем временем фрегат КВМС Великобритании «Лоустофт» пытался отыскать какие-либо обломки корабля на месте крушения, но ничего не нашёл, в связи с чем рыболовный траулер «Соня» был признан официально потопленным.
«Соня» стала 33-м испанским траулером за этот год, который был задержан ирландскими кораблями с целью досмотра, но в то же время оказалась первым траулером, который отказался подчиниться приказам. Поскольку Ирландия в то время являлась председателем Европейского экономического сообщества и вела переговоры с Испанией о присоединении к ЕЭС, инцидент с траулером стал серьёзным ударом по репутации Ирландии. Права на осуществление ловли рыбы были основной проблемой проходивших переговоров, а после инцидента с «Соней» прозвучали призывы от имени Организации ирландских рыболовов (англ. Irish Fisherman's Organisation) запретить испанским рыбакам осуществлять промысел в территориальных водах Ирландии вне зависимости от вступления Испании в ЕЭС. Тем не менее переговоры продолжились и завершились вступлением Испании в ЕЭС в 1986 году без каких-либо ограничений на рыбную ловлю. Испанские власти провели беглое расследование инцидента, однако никаких действий так и не было предпринято, а ирландскому послу даже не был выражен протест. В свою очередь, ирландский МИД выразил протест испанскому правительству по поводу случившегося. Каких-либо свидетельств о британских протестах по поводу продолжения погони в исключительной экономической зоне Великобритании не было зафиксировано.

## Юридическая оценка
Достаточно долго считалось, что военные корабли имели право осуществлять преследование иностранных кораблей, незаконно вошедших в территориальные воды страны, на протяжении 12 морских миль от побережья. Подобное право оставалось правовым обычаем до тех пор, пока формально не было кодифицировано статьёй 23 Конвенции об открытом море 1958 года. В 1982 году оно было расширено на прилежащую зону (расстояние до 24 морских миль от побережья) после принятия Конвенции ООН по морскому праву, однако в силу она вступила только в 1994 году. Военный корабль имеет право преследовать иностранное судно, в отношении которого существует подозрение в совершении противозаконного действия, в открытом море. Законодательство расширяет юрисдикцию государства-преследователя над преследуемым судном, которое во всех других случаях, находясь в открытом море, подчиняется только законам своего государства. Случай с «Соней» является одним из редких случаев погони в истории Ирландии: в 1954 году британское рыболовецкое судно ушло от преследования, несмотря на обстрел, а в 1973 году после предупредительных выстрелов был задержан французский траулер.
В 1993 году Клай Ральф Симмонс, специалист по морскому праву, в своей книге «Ирландия и морской закон» описал инцидент с «Соней». По его мнению, преследование судна началось в ирландских территориальных водах в соответствии с законами. Он утверждал, что хотя в то время было очень мало инструкций о применении силы в ходе преследования судна, было очевидным, что по международному праву чрезмерное применение силы было незаконным. Допустимые пределы применения силы ранее обсуждались в ходе расследований гибели канадской яхты «I'm Alone», потопленной в 1929 году Береговой охраной США, и обстрела в 1961 году британского траулера «Ред Крусейдер» кораблями ВМС Дании. Симмонс пришёл к выводу, что использование «Эйслингом» силы в ходе погони было полностью оправданным, а его действия — законными. В книге «Морской закон» (англ. The Law of the Sea) 1999 года Робин Черчилль и Алан Лоу писали, что в результате применения силы могло иметь место превышение её допустимых пределов, что и привело к потоплению траулера.
Симмонс заметил, что преследование «Сони» осуществлялось частично в исключительной экономической зоне Великобритании: о подобных зонах не было упоминаний не только в каком-либо из дел о законном преследовании судов, но и в Конвенции ООН по морскому праву, которая была подготовлена уже после начала широкого распространения исключительных экономических зон по странам мира. По версии Симмонса, законодательство того времени могло предусматривать распространение правовых основ погони и на исключительные экономические зоны. С 1992 года военно-морская служба Ирландии старается не осуществлять преследование и задержание судов в исключительных экономических зонах других стран, хотя иностранным судам разрешается осуществлять преследование других кораблей в исключительной экономической зоне Ирландии. Черчилль и Лоу полагают, что преследование судна в исключительной экономической зоне какой-либо страны является законным, с точки зрения международного права.